# Livóniai verses krónika
Livóniai verses krónika (németül: Livländische Reimchronik), ismeretlen szerző által középfelnémet nyelven írott krónika. A munka az 1180 és 1343 közti időszakot tekinti át, s rengeteg részletet közöl Livóniáról, azaz a modern Dél-Észtországról és Lettországról. Korábbi, illetve későbbi változata ismert.
A korábbi krónika csataleírásai és a hadjáratokra való összpontosítás arra utal, hogy a mű a Kardtestvérek rendje, majd 1237-től a Német Lovagrend Livónia rendtartomány területén élő tagjait kívánta buzdítani, illetve egyfajta toborzó szerepet is betölthetett. A munka romantikus elemekkel telített, s a drámai hatás érdekében sokszor túlzó. A korábbi tanulmányok feltételezték, hogy a mű étkezési olvasmány (németül: Tischlesung) volt – azaz felolvasták – a rend lovagtestvéreinek, akik nagy része a kisnemességből származó analfabéta volt. A Tischlesung elmélettel szemben azonban jelentős kifogás az, hogy a Rendszabály előírja, hogy az étkezési olvasmánynak „Isten szavából” – Biblia és más vallásos mű – kell állnia.
A későbbi krónikát alnémet nyelven írta meg Bartholomäus Hoeneke, a Livón lovagrend mesterének káptalanja az 1340-es évek vége táján. E krónika meséli el, hogy az észtek miként mészárolták le saját nemességüket s hívták Észtországba a Livón lovagrendet, amely viszont 1343-ban lemészárolta őket. Az eredeti munka elveszett, csupán prózában késztett parafrázisai maradtak fenn.

## Kéziratok
A Livóniai verses krónikát gyakran Livóniai rímes vagy rím krónikának (Livlandische Reimchronik) nevezik, röviden Rímkrónikaként szokás hivatkozni rá. Természetesen nem ez az egyetlen rímekben írt krónika, a "livóniai" jelző használata egyértelműsít. A szócikk az LRK betűszóval jelzi a krónikát.
2023-ig nem került elő eredeti LVK példány, de több másolat ismert. Másolat készítése hibaforrás lehet. Mivel a másolat készítések körülményei ismeretlenek, így nem tudható, hogy a másoló milyen módon törekedett a pontos, betűhű másolásra, mennyire módosította másolás közben az eredetihez képest a szöveget. Ez utóbbi történhet az egyes régi kifejezések másolás korához igazítása miatt, történelmi tények szépítése érdekében...
Jelenleg egyetlen teljes LVK kézirat ismert (Heidelbergi–kézirat), létezik egy második, amely hiányos (Bergmann-kódex) és végül létezik harmadik töredékes változat is (Koppenhágai–kézirat). A elveszett kéziratok közül említésre érdemes a toruni vár (1418-1446), a cesisi (1523) és a pärnui (XVI. század) könyvtárában leltárba vett verziók.
Heidelberg kézirat (Platinus–kódex)
A7 LVK egyetlen teljes szövegét tartalmazó XV. századi kéziratot a a Heidelbergi Egyetem Palatinus Könyvtárában őrzik, innen kapta a kézirat a nevét: „Codex Palatinus Germ. 367”. A kézirat négy iratot fog össze: 1) Nikolaus von Jeroschin: Die Kronike von Pruzinlant, 2) Johannes Marienwerder: Septililium venerabilis dominæ Dorotheæ, 3) a ‘Livländische Reimchronik’ és a 4) ‘Der Sünden Widerstreit’. A rímes krónikakézirat 287 pergamenlevelet tartalmaz, amelyek mérete 25,5x19,5 cm. A krónika szövege a lapon két, egyenként 39-41 soros oszlopba rendeződik. A heidelbergi kézirat egy ideig vélhetően Vatikánban volt, mert ismeretes, hogy 1816-ban VII. Piusz pápa (1800-1823) visszaadta a könyvtárnak.
A Bergmann-kódex
A legrégebbi kézirat a Bergmanni-kódex (Codex Bergmanni), amelyet Liborijs fon Bergmanisról, a rigai székesegyház és a Szent Péter-templom lelkészéről neveztek el. Bergmanis gyűjtőként nagy könyvtárat hozott létre, aktívan részt vett a Kurföld Irodalmi és Művészeti Társaság és az N. Himzeļs Múzeum munkájában is. A kézirat szélein található jegyzetek tanúsága szerint 1539 körül a rigai érsekség papjának, Reinhold Tiezenhausen Bērzaune-ban tulajdonában volt. A kézirat a livóniai háború idején vagy később külföldre került. A kézirat egy Bretschneider nevű lembergi tisztviselő tulajdonában jutott, akitől Bergmann 1797-ben egy könyvkereskedőn keresztül vásárolta meg. Bergmanis halála után a kézirat a St. Jānis lett plébánosához Hermanis Treijshez került. Treij halála után kiterjedt könyvtárával együtt eladták a Vidzemes lovagrendnek Az első világháború után a kéziratot Németországba vitték, jelenlegi helye ismeretlen.
A Bergmann-kódex nagy formátumú (27x21,5 cm) pergamenre írt, barna bőrborítóba kötött kézirat volt, a kötés későbbi lehet. A 166 oldal mindegyikén két oszlop volt, oszloponként 30-32 sorral. A kézirat nem volt teljes, hiányoztak a 2561–3840 közötti sorok. Írástípusból ítélve ez a kódex a XIV. században keletkezett, de tartalmazott néhány későbbi bejegyzést is. A mű végén található jegyzet, amelyet kezdetben a Krónika szerzőjére való hivatkozásnak tekintettek: "Geschriben in der Kumentur zu rewel durch den Ditleb von Alnpeke im mocclXX5XXvj iar" (írta Ditleb Alnpeke-ből 1296-ban a rävele-i komtur területén). A betűformák paleográfiai összehasonlítása után tisztázódott, hogy a Bergman-kódex a XIV. közepén készült, fél évszázad az eredeti szöveg elkészülte után. Azt azonban nem lehet megállapítani, hogy ezt a kódexet közvetlenül az eredetiről másolták-e át, vagy volt köztes másolat.
Koppenhágai kézirat
A harmadik kézirat – a Rímkrónika két töredéke (2039-2064 és 6715-6756 sorok) – a koppenhágai Dán Állami Levéltárban található. Ezek a töredékek Dánia XIII. századi tevékenységéről szólnak. Észtországban. A kézirat a XVI. században készült, a tudósok a XVIII. század óta ismerik, amikor először publikálták.

## Az első LVK publikációk
Elsőként a koppenhágai kéziratot publikálták. Peter Frederik Suhm dán történész 1787-ben jelentette meg a Symbolae ad Literaturam Teutonicam antiqviorem ex codicibus manu exaratis, qvi Havniae asservantur, editae sumtibus Petri Friderici Suhm (Az ókori teuton irodalom szimbólumai a Havniában őrzött kézírásos kódexekből, Peter Friedrich Suhm kiadásában) című kiadványban a krónikatöredékeket "Rhythmi de tranzakcióe Stensbyensi inter Waldemarum II inter Waldemarum. regem Daniae et Hermannum Balcke magistrum provincialem ord. Teuton. In Prussia” (A stensbyi szerződés megkötése II. Valdemár dán király és fia, Valdemár, illetve a teuton rend porosz tartományi mestere, Hermann Balk között) címmel.
A Rímek Krónikája teljes szövegét először Liborius von Bergmann pap adta ki. Kis példányszámban (107 példány) saját költségére jelentette meg, ezért nevezik ezt a verziót Codex Bergmanni-nak. A könyv az LVK szövegével kezdődik megőrizve az eredeti lap és sor elrendezést. A következő részben Bergmanis a kézirat megtalálásának történetét írja le, és annak történeti és nyelvi értékelését adja. Ezt követi a Krónika tartalmának rövid összefoglalása, az eseményeket a (Kardtestvérek majd a Német Lovagrend tartományi) mesterek uralkodása szerint csoportosítva, és kiegészítve más történelmi forrásokból származó megjegyzésekkel, pontos forrás megjelölés nélkül. A könyv végén található egy szószedet – a középfelnémet szavak magyarázata a kiadó beszélte modern német nyelvben.
Amikor a heidelbergi kézirat elérhetővé vált, a balti német történész, Kārlis Eduards Napiersky (1793-1864) elkészítette és 1844-ben közzétette Bergmann kódexének hiányzó sorait, a kézirat elemzésével és néhány feljegyzéssel együtt (Napiersky 1844). A LRK következő kiadása 1848-ban jelent meg. Eduards Meiers (1812-1856), a Rävele Gimnázium latin tanára a Bergmann-kódex szerint, a heidelbergi kézirat kiegészítéseivel, modern német nyelvű költészetre fordította a Krónikát.

## A krónika szerzőjéről
Már az első LVK kiadásokat és kommentálásokat elvégző kiadók is foglalkoztak a krónika írójával, megpróbálták beazonosítani a szerzőt. Az első feltételezés a Rend testvére, Alnpekes Ditleb volt, akinek a neve a Bergmanni-kódex mindkét lett kiadásban szerepelt a könyv címében. A fordítók számára hamar világossá vált, hogy Ditleb nem lehet a Krónika szerzője. Egy ideig úgy vélték, hogy Ditleb, ha nem is szerzője, de másolója a krónikának. A Krónika tartalmából arra lehet következtetni, hogy a szerző a Német Lovagrend testvére volt, de nem pap, mert a szövegnek még antiklerikális beállítottsága is van. Ez ellentmond Schirren baltinémet történész feltételezésének, miszerint a Krónikát Dozeles Wigbold, a ciszterci rend tagja írta.
A szerző nem tartozott egy konkrét várhoz, hanem béke- és háború idején is kísérte a rend mesterét, diplomáciai feladatok ellátására küldték (Arbusow 1939, 189). A Krónikában leírt epizódokból ítélve az elbeszélő több poroszországi várban is járt. Mivel a legtöbbször a klaipedai várat és környékét említi, feltételezhető, hogy onnan került Livóniába. Az is megállapítható, hogy Kuldigában, Mītavában, Heiligenberg várában és Rigában, valamint az észtországi Samsalában és Weisenstein várában is megfordult. Azt, hogy a krónikás feltehetően lovag vagy hírnök volt, a keresztes hadjáratok lovagjának ebben a műben kifejtett ideológiája és a katonai ügyek iránti tapintható érdeklődés is megerősíti. Az elbeszélő maga is részt vett sok csatában.
Ami a Krónika írójának szülőföldjének eleinte Svábföldet vélték.. Később ezt a vélekedést elvetették, mert a Krónika nyelvezetének sajátosságaiból ítélve a szerző inkább Közép-Németországból (Türingia, Frankföld, Hessen) származott, ahol a középfelnémet nyelv sajátosságai a legvilágosabban megnyilvánulnak.

## A krónika nyelvezete
A Rímkrónika nyelvi sajátosságairól már Bergmann és Heidelberg kéziratainak feldolgozása és kiadásakor kezdődött a vita. Tény, hogy a Krónika nem a Livónia kereskedői használta középalnémet nyelven (Mittalniederdeutsch), hanem a középfelnémet nyelv (Mittelhochdeutsch) keleti középnémet (Ostmitteldeutsch) dialektusában íródott. Nyelvi szempontból a Krónika két részre osztható, mert csak az első fele (1895. sorig) tartalmaz középalnémet nyelvi elemeket.
Kompozíció szempontjából az LVK épségét az adja, hogy a sok rövid fejezetet bizonyos ismétlődő formulák kapcsolják össze: például az egyes mesterek uralkodása, az egyes hadjáratok kezdete és vége szerint tagolják a szöveget. Ez a mű fokozatosan jött létre. A szakemberek középszerűnek tartják a költészeti szempontból. Felróják neki, hogy sok a rímhibája, száraz stílusa, ügyetlenek a képei. A történet mesélést ugyan beszédek, párbeszédek elevenítik meg, de ezek mind kitaláltak. Ez arra utal, hogy a szerző nem rendelkezett speciális végzettséggel.
Szinte valamennyi Livóniába érkező lovag Észak-Németországból származott, csakúgy, mint az ott hadjáratban résztvevő világi keresztesek többsége (Benninghoven 420-68; Fenske és Militzer). Az általuk beszélt német – középalnémet – és a LVK németje – középfelnémet olyannyira eltért a nyelvészek szerint, mintha két különböző nyelvről volna szó. Ezért a felnémet nyelven írt és felolvasott krónika az alnémetül beszélők számára szinte érthetetlen volt. Egyes vélemények szerint a LVK alnémet nyelvjárásban terjedt szájhagyomány útján, és amikor az ismeretlen szerző leírta azt, a felnémetet választotta, amely több mint egy évszázada az egész német nyelvterületen elfogadott irodalmi szabvány volt. Nem állapítható meg, hogy a szerző anyanyelve fel- vagy alnémet volt, de nyilvánvaló, hogy nem volt más választása, mint hogy krónikáját presztízsváltozatban írja meg. Ez azt jelentette, hogy a szerzőnek kerülnie kellett a túlzott finomságot vagy nyelvi bonyolultságot.

## A krónika forrásai
A krónikás sok olyan forrást használt fel munkájában, amelyek megbízhatósága és minősége nem egyforma. Először is gyakran hivatkozik a szóbeli vallomásra. Megállapítást nyert, hogy az LVK-ban említett legrégebbi tények közül sok megegyezik Henrik Livónia krónikájával, bár a krónikás nem ismerte ezt a művet. Rendelkezésére állt a rendi mesterek névsora, a csatákban elesett lovagok névsora, vagy az úgynevezett gyászjelentések, földosztási dokumentumok, hűbérkönyvek stb.. A szakemberek úgy vélik, hogy a szerzőnek forrása volt egy másik krónika az 1143–1243/1244 időszakról, amelyet Wartberge Hermanis is használt a XIV. században.
Az 1245-től 1260-ig tartó időszakra vonatkozó információk találhatók a Német Lovagrend évkönyveiben. Az 1260-tól 1279-ig tartó időszakról – és kiemelkedően a durbesi csatáról – viszont a Türbati egyházmegye mára elveszett "Annales Dorpatenses"-ében írtak. Ez utóbbi és az LVK összevetése Oroszország történetének számos kérdésére adott választ. 1279-től 1290-ig a Krónika szerzője már számos ábrázolt esemény szemtanúja, és ezzel az idővel a hírek viszonylag kiterjedtté és megbízhatóvá válnak. A krónikás néhány írott forrásra is hivatkozik, amelyeket egész egyszerűen "könyv" (buch) néven emleget.

## A krónika, mint történeti forrás megbízhatósága
Az írott történelem igen fontos forrásának számító Rímkrónika értékelésekor megkülönböztetik a 6500–7500. sorok előtti és utáni részt, ez évszámban 1262-63-at jelent. Az első részben a történelmi események zavaros kronológiájú leírásait sok teljesen kétes epizód tarkítja, sok a ténybeli hiba, néhány példa:
- A krónikás szerint a pápa 1143-ban nevezte ki Meinhardot[42] püspökké.[43] Meinhardot nem a pápa, hanem a brémai érsek nevezte ki püspökké 1186-ban és nem 1143-ban.
- A krónikás szerint Meinhard[42] huszonhárom évig volt püspök, valójában alig tíz évig, haláláig viselte a tisztséget.[44]
- A krónikás szerint Rigát Bertold püspök[45] alapította,[46] de a történészek által elfogadott alapító Albert püspök.[47]

Ennek ellenére az LVK első része megfelelő kritikai értékelés esetén történelmi forrásként is használható. Három igen jelentős történelmi epizódot tartalmaz: Lengvinről 1242-1248 körül, a Német Lovagrend nagykáptalan találkozójáról 1256-ban és az 1259-es áldozati lakomáról . A krónika 1228–1279 között érdemben csak a legnagyobb csatákat – Saulei– és Durbeni csata említi. A Krónika mindössze három évszámot említ – 1143-t hibásan, 1278/1279-et és 1290-et. Szerencsére más források alapján az egyes leírt események időpontja megállapítható.
A rímkrónika erősen befolyásolta a középkor és még a későbbi idők krónikáit, valamint általában Livónia történetírását – így terjesztve a Krónika elejének téves kronológiát és hibás tartalmát. A XIV. században sokan ezt a krónikát használták forrásként. Bizonyított, hogy Peter von Dusburg krónikás a Chronicon terrae Prussiae megírásakor forrásként használta a LVK-t, ahogy tette azt Hermann von Wartberge is a Chronicon Livoniale írásakor. Szinte az összes XII–XIII. századi Livóniával kapcsolatos információ a Rímkrónikából származik a Scriptores rerum Prussicarum. A porosz őstörténet porosz történeti forrásai a lovagrend bukásáig könyvben. Az LVK forrás volt a névtelen skandináv szerző számára is, aki 1320-1335 között megírta az Erikskrönikan-t, Eric krónikáját. A rímes krónika anyagokat történeti forrásként használták a XVI. századba második felének krónikásai, Balthasar Russow Livonijas hronika és Johann Renner Liflandische Historie műveik megírásához. Ezeken a krónikákon keresztül a Rímek Krónikájában található információ nagyon messzire eljutott.

## A krónika nyomtatott kiadásai
- Fragment einer Urkunde der ältesten livländischen Geschichte in Versen. Ed. Lib. Bergmann. Riga, 1817
- Livländische Reimchronik. Ed. Franz Pfeiffer. Stuttgart, 1844
- Livländische Reimchronik. Mit Anmerkungen, Namenverzeichnis und Glossar. Ed. Leo Meyer. Paderborn, 1876
- Atskaņu hronika. Ford. Valdis Bisenieks, ed. Ēvalds Mugurēvičs. Riga, 1998
- Liivimaa vanem riimkroonika. Ford. Urmas Eelmäe. Tallinn, 2003
- Cronaca Rimata della Livonia (Livländische Reimchronik), ford. Piero Bugiani, Viterbo, 2016